# Не моя (альбом)
«Не Моя» — третій студійний альбом українського гурту «Kozak System», представлений 30 березня 2018 року. Перед виходом платівки гурт представив однойменний сингл, за основу якого було взято твір Василя Симоненка «Ну скажи, хіба не фантастично».

## Список композицій
| #  | Назва                    | Автор слів                                | Автор музики | Тривалість |
| -- | ------------------------ | ----------------------------------------- | ------------ | ---------- |
| 1. | «Не Моя»                 | Василь Симоненко, Сашко Положинський      | Kozak System |            |
| 2. | «Холодного Січня»        | Сергій Мартинюк                           | Kozak System |            |
| 3. | «Я віддам»               | Сергій Жадан                              | Kozak System |            |
| 4. | «У осені очі твої»       | Сергій Мартинюк                           | Kozak System |            |
| 5. | «Сніг»                   | Сергій Жадан                              | Kozak System |            |
| 6. | «Мій Друг (feat. Ярмак)» | Сашко Положинський, Ярмак, Сергій Соловій | Kozak System |            |
| 7. | «Самота»                 | Олександр Дем'яненко                      | Kozak System |            |
| 8. | «Мости»                  | Мідна                                     | Kozak System |            |

## Учасники запису
- Іван Леньо — вокал, акордеон, синтезатори
- Олександр Дем'яненко — гітара, спів
- Володимир Шерстюк — бас-гітара, спів
- Сергій Борисенко — барабани, спів
- Сергій Соловій — труба, спів, синтезатори
- Мітя Герасимов — кларнет

Саунд-продюсування: Kozak System, Ігор Громадський, Мілош Єліч (пісня «Не Моя»)
Дизайн обкладинки: Андрій Єрмоленко